# Rhodocantha diagonalis
Rhodocantha diagonalis är en fjärilsart som beskrevs av Munroe 1961. Rhodocantha diagonalis ingår i släktet Rhodocantha och familjen Crambidae. Inga underarter finns listade i Catalogue of Life.